# Peso
Peso je ime valute, ki se uporablja (oz. se je uporabljala) v več državah, ki so nekdaj bile španske kolonije (in nekaj časa tudi v nekdanji portugalski koloniji Gvineja Bissau). Sama beseda v španščini pomeni »teža« (iz istega korena izhaja tudi peseta, ki se je v Španiji uporabljala od leta 1868 vse do uvedbe evra leta 2002). Beseda »peso« je pričela v ljudski rabi postopoma zamenjevati izraz španski dolar, ki je bil v španskem imperiju v obtoku od leta 1497 do druge polovice 19. stoletja. Ob osamosvojitvi so mnoge nekdanje španske kolonije sicer uvedle svojo valuto, vendar so vsaj na začetku obdržale ime peso.

## Sedanje valute z imenompeso
- argentinski peso (ARS)
- čilenski peso (CLP)
- dominikanski peso (DOP)
- filipinski peso (PHP)
- kolumbijski peso (COP)
- kubanski peso (CUP)
- kubanski konvertibilni peso (CUC)
- mehiški peso (MXN, prej MXP)
- urugvajski peso (UYU)

## Nekdanje valute z imenompeso
- bolivijski peso (1963 - 1987)
- ekvadorski peso (1871 - 1884)
- gvatemalski peso (1859 - 1925)
- gvinejskobisaški peso (1975 - 1997)
- honduraški peso (1871 - 1931)
- kostariški peso (1850 - 1896)
- nikaragvanski peso (1878 - 1912)
- paragvajski peso (1856 - 1944)
- portoriški peso (1812 - 1819, 1889 - 1897)
- salvadorski peso (1889 - 1919)
- španski peso (1497 - 19. stoletje)
- venezuelski peso (1843 - 1874)